# Scopula optivata
Scopula optivata är en fjärilsart som beskrevs av Walker 1861. Scopula optivata ingår i släktet Scopula och familjen mätare. Inga underarter finns listade.

## Bildgalleri

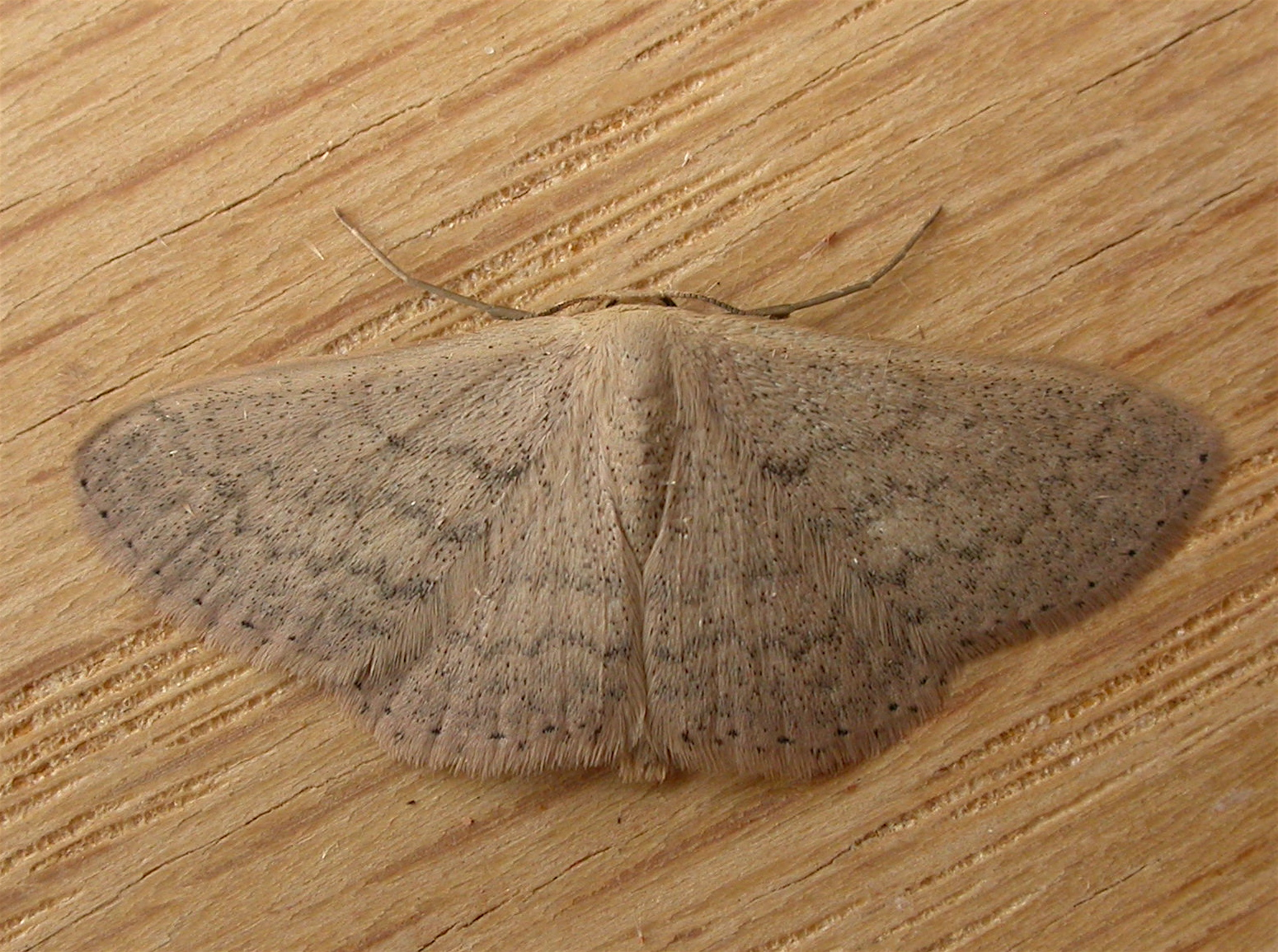